# Larinioides cornutus
Larinioides cornutus là một loài nhện trong họ Araneidae. De spin phân bố ở heel Europa.
Con cái đạt đến chiều dài cơ thể khoảng 6–14 mm, con đực lên đến 5–9 mm. Chân kéo dài khoảng từ 18–35 mm.
Loài nhện này được tìm thấy trong các khu vực ẩm ướt, đặc biệt là gần nước. Mạng được xây dựng giữa cỏ hoặc cây bụi thấp. Chúng ẩn vào ban ngày trong một túi tơ mở ra ở phía dưới, đánh dấu với thực vật và động vật có vấn đề và rời cái tổ kén này trong đêm. Mạng được làm lại vào buổi tối.
Con đực sống với con cái trong thời gian giao phối vào mùa thu, và một lần nữa vào mùa xuân. Con cái đẻ 3-5 túi trứng màu vàng trong suốt mùa hè.

## Hình ảnh

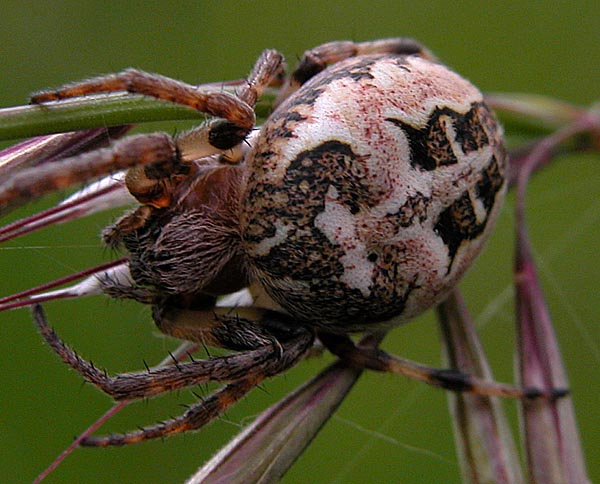
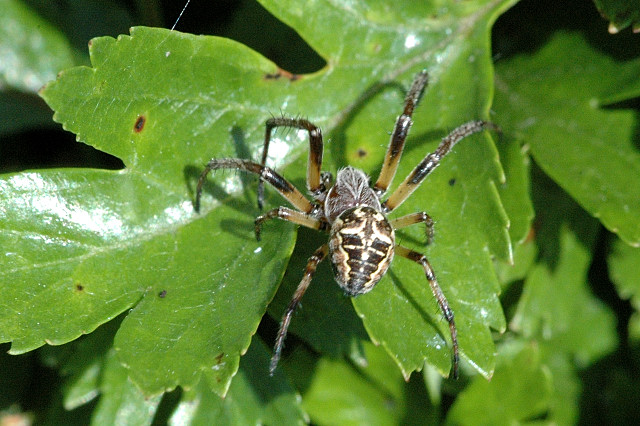
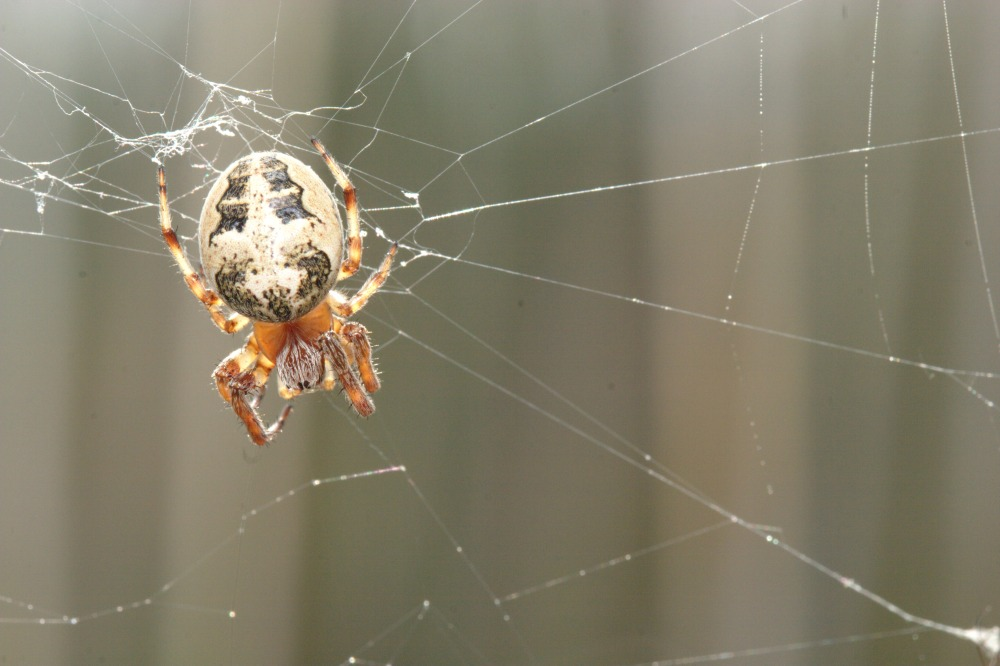